# Mae Young
 (février 2020).
Pour les articles homonymes, voir Young.
Johnnie Mae Young (née le 12 mars 1923 à Sand Springs et morte le 14 janvier 2014 à Columbia) est une catcheuse américaine ayant travaillé avec la World Wrestling Federation / World Wrestling Entertainment et la National Wrestling Alliance. Elle est l'unique femme de l'histoire à avoir catché pendant huit décennies.
Elle a été honorée du WWE Hall of Fame en 2008 et devint ainsi la troisième femme de l'histoire à obtenir cette distinction. Elle fut également la première NWA Women's World Tag Team Champion de l'histoire avec Ella Waldek.

## Jeunesse
Johnnie Mae Young apprend la lutte auprès de son frère aîné. À 15 ans, elle fait partie des meilleurs lutteurs de l'Oklahoma et affronte des jeunes hommes. Elle fait aussi du softball.

## Carrière
Au Royal Rumble 2000, elle remporte une bataille royale spéciale et remporte ainsi le titre de Miss Royal Rumble 2000.
À la suite de sa retraite, Young apparut de nombreuses fois à la WWE avec Moolah, notamment dans des rôles humoristiques comme pour la promotion de WrestleMania 22.
Elle fait un retour surprise dans le 800e épisode de RAW, le 3 novembre 2008. Elle participe à un tag team match de 16 catcheuses avec Mickie James, Kelly Kelly, Michelle McCool, Candice Michelle, Eve, Brie Bella et Tiffany contre Beth Phoenix, Layla, Katie Lea, Jillian Hall, Maryse, Lena Yada, Victoria et Natalya. Elle commence le match face à Beth Phoenix, et l'envoie valser dans le coin d'un seul coup de poing. Elle envoie ensuite à terre d'un seul coup à la suite toutes ses ennemies (qui intervenaient pour aider Beth Phoenix), et les catcheuses de son équipe viennent également sur le ring pour l'aider. Dans la bataille générale qui s'ensuit, Beth Phoenix profite de ce que Young est distraite pour faire un petit paquet sur elle et faire remporter le match à son équipe.
Mae Young fait une apparition en coulisses lors du Smackdown! du 23 octobre 2009 en compagnie de Mickie James, Beth Phoenix et Michelle McCool (elle giflera cette dernière). Elle réapparait le 29 décembre pour une scène humoristique dans laquelle elle embrasse un homme à pleine bouche. Le 15 février 2010, elle embrasse Jerry Springer. Lors du WrestleMania26 ayant eu lieu le 28 mars 2010, elle apparaît lors d'un sketch humoristique faisant la promotion de Slim Jim. Santino Marella prend une bouchée et la belle femme à ses côtés se "transforme" en Mae Young qui embrasse alors Santino.
Lors du Raw du 15 novembre 2010, elle bat Michelle McCool et Layla (LayCool) dans un Falls Count Anywhere Handicap match durant une apparence spéciale, devenant la première femme de l'histoire à avoir catché pendant huit décennies.
Le 10 avril 2012 à SmackDown, elle embrasse The Great Khali après son match. Elle fait aussi une brève apparition lors du 1000e épisode de Raw, et dans une vidéo de Daniel Bryan et Kane dans un restaurant. Le 31 décembre à Raw, elle est présente lors de la fête du réveillon.
Elle a été hospitalisée alors qu'elle devait apparaitre lors du Raw Old School du 6 janvier 2014. Après que son décès ait été annoncé par erreur le 9 janvier, elle est décédée le 14 janvier à l'âge de 90 ans.

## Palmarès
- Championship Wrestling from Florida (en)
  - 1 fois NWA Florida Women's Championship[10] le 15 octobre 1951 (1re championne)[11]
- National Wrestling Alliance
  - 1 fois NWA United States Women's Championship[2],[3]
  - 1 fois NWA Women's World Tag Team Championship avec Ella Waldek[12],[13]
- World Wrestling Federation/Entertainment
  - Miss Royal Rumble 2000[14]
  - WWE Hall of Fame (classe de 2008)[2],[3]
  - Slammy Award du Moment "Knucklehead" de l'année (2010)
- Professional Wrestling Hall of Fame and Museum
  - Professional Wrestling Hall of Fame 2004[2]